# 田母神一喜
田母神 一喜（たもがみ かずよし、1998年2月12日 - ）は、日本の中距離、長距離選手。阿見アスリートクラブ、TWORAPS TRACK CLUB所属。2021年に行われた第105回日本陸上競技選手権大会800m優勝。
郡山市立郡山第二中学校、学法石川高校、中央大学法学部卒。インターハイ1500m優勝、2018和歌山国体少年男子800m優勝、世界ユース7位（ともに2015）の実績を持ち、大学時も日本選手権1500m第3位（2018）の成績を残している。地元福島での競技会・イベント運営を行う団体「スリーエフ ファン・フロム・フクシマ」の設立者兼代表。